# Bonnevaux-le-Prieuré
Bonnevaux-le-Prieuré è un comune francese di 111 abitanti situato nel dipartimento del Doubs nella regione della Borgogna-Franca Contea.

## Società

### Evoluzione demografica
Abitanti censiti